# Prochromadorella obtusidens
Prochromadorella obtusidens är en rundmaskart. Prochromadorella obtusidens ingår i släktet Prochromadorella, och familjen Chromadoridae. Arten är reproducerande i Sverige.